# 1812

Mapa polític d'Europa a la vigília de la campanya russa de Napoleó l'any 1812.

## Esdeveniments
Països Catalans
- 19 de gener, Vila-seca: Els francesos en retirada hi són derrotats.[1]
- 24 de gener - Altafulla: El Primer Exèrcit, manat pel baró d'Eroles, és derrotat al combat d'Altafulla pels generals Lamarque i Mathieu, governador militar de Barcelona.[2]
- Després d'haver atorgat la independència de Catalunya sota tutela de França el 1810, Napoleó annexiona Catalunya a França.
- 21 de febrer - Banyoles: Comencen les obres d'adaptació de la masia de Can Puig de la Bellacasa en un fort, dirigides pel general francès Beurmann que li donà el nom.
- 3 de maig - Mataró: Durant la Guerra del Francès, les tropes del general Luís de Lacy intenten prendre la vila amb l'ajut de la flota britànica, però, són rebutjades pels francesos.[3]

Resta del món
- 19 de març - Cadis: Constitució de Cadis, que aprova de la Constitució Espanyola de 1812 també coneguda com "La Pepa"(Preàmbul), Nación española (Art.1) i de las Españas (molts articles).[4]

- 28 de maig - Bucarest (Romania): es posa fi a la guerra russoturca quan l'Imperi Otomà i l'imperi Rus signen el tractat de Bucarest. El primer cedeix al segon la Bessaràbia i drets a comerciar al llarg del Danubi.
- 23 de juny - Napoleó inicia la invasió de Rússia amb el comandament d'un exèrcit de 600 000 soldats.
- 22 de juliol - Arapiles (Província de Salamanca, Castella i Lleó): l'exèrcit anglo-luso-espanyol va guanyar contra els napoleònics en la batalla dels Arapiles durant la guerra del Francès.
- 16 d'agost - 18 d'agost - Smolensk (Imperi Rus): tot i que l'exèrcit napoleònic guanya la batalla de Smolensk de 1812, els russos cremen la ciutat perquè els francesos no hi trobin res durant l'ocupació francesa de Rússia que forma part de les guerres Napoleòniques.
- 23 d'agost - De San Salvador de Jujuy a San Miguel de Tucumán (Argentina): els habitants de Jujuy marxen durant l'èxode Jujeny quan les forces imperials espanyoles estan apunt d'arribar a la ciutat durant la guerra de la Independència Argentina.
- 7 de setembre - Borodinó (óblast de Moscou, Rússia): tot i que l'exèrcit napoleònic obté una victòria tàctica en la batalla de Borodinó, aquests perden un terç de les seves forces durant la Invasió francesa de Rússia.[5]
- 14/18 de setembre - Moscou (Rússia): quan l'exèrcit de Napoleó arriba a la ciutat, aquesta es crema en l'incendi de Moscou de 1812 poc després del qual els francesos i els seus aliats han de retirar-se de l'ocupació del país perquè no tenen com aguantar l'hivern durant les guerres Napoleòniques.
- 24 / 25 de setembre - San Miguel de Tucumán (Argentina): tot i que les tropes realistes doblen als independentistes argentins, aquests últims vencen en la batalla de Tucumán durant la Segona expedició auxiliadora a l'Alt Perú de la guerra de la Independència Argentina.
- 26 - 29 de novembre - Baríssau (Belarús): l'exèrcit imperial rus guanya la batalla del Berézina després que l'exèrcit napoleònic es retira de Moscou que havia estat cremada totalment pels russos. Els napoleònics, tot i que van poder retirar-se, tenen més de 30.000 baixes.
- 18 de desembre, Cadis: Se celebra el primer Sorteig Extraordinari de Nadal.
- Guerra Anglo-Americana de 1812-1815

## Naixements
Països Catalans
- 18 de maig - Gombrèn: Francesc Coll i Guitart, fundador de la Congregació de les Dominiques de l'Anunciata de la Beata Verge Maria (m. 1875).
- 12 d'octubre - Sabadell: Feliu Vilarrúbias i Busquets, advocat i alcalde de Sabadell.
- 12 de desembre - Quartell, Camp de Morvedre: José Polo de Bernabé y Borrás, polític i empresari valencià (m. 1889).

Resta del món
- 4 de gener, Karlovac, Croàcia: Dragojla Jarnević, educadora i escriptora, una de les fundadores de la prosa croata (m. 1875).[6]
- 7 de febrer, Portsmouth, Hampshire, Regne Unit: Charles Dickens, escriptor en anglès (m. 1870).[7]
- 12 de febrer, San Lurinç, Udine: Catarine Percût, escriptora italiana en friülès.[8]
- 15 de febrer, Connecticut, Estats Units: Charles Lewis Tiffany, fundador de la joieria Tiffany's & Co.
- 12 de març, Clapham, Regne Unit: Joseph Prestwich, geòleg i empresari britànic.[9]
- 6 d'abril, Moscou, Imperi Rus: Aleksandr Hertsen, demòcrata revolucionari rus.
- 27 d'abril, Teutendorf (Alemanya): Friedrich von Flotow, compositor alemany. Especialment recordat per la seua òpera Martha (m. 1883)[10]
- 16 de setembre, Alkmaar: Anna-Louisa-Geertruida Bosboom-Toussaint, escriptora neerlandesa.[11]
- 10 de novembre, Xiangyin, Hunan (Xina): Zuo Zongtang, polític i militar xinès de finals de la dinastia Qing. (m. 1885).[12]
- Itzehoe: Heinrich Elkamp, compositor i pianista.
- Ida Botti Scifoni, pintora italiana, nascuda a Roma
- Granada: Francisco Lleroa y Salas, cantant
- Nova York: Charles Loring Elliott, pintor

## Necrològiques
- Maria Alberti, pintora alemanya (n. ca. 1767).
- Thomas Rawlings, compositor i violoncel·lista anglès.
- 20 de març, Saint-Germain-en-Laye (França): Jan Ladislav Dussek pianista i compositor txec (n. 1761)[10]
- 5 d'agost, Pisa: Lorenzo Pignotti, escriptor de faules italià (n. 1739).[13]
- 13 de desembre, Viena: Marianne von Martinez, compositora, pianista i cantant austríaca (n. 1744).[14]